# Дотернхаузен
Дотернхаузен (њем. Dotternhausen) општина је у њемачкој савезној држави Баден-Виртемберг. Једно је од 25 општинских средишта округа Цолерналб. Према процјени из 2010. у општини је живјело 1.870 становника. Посједује регионалну шифру (AGS) 8417016.

## Географски и демографски подаци
Дотернхаузен се налази у савезној држави Баден-Виртемберг у округу Цолерналб. Општина се налази на надморској висини од 666 метара. Површина општине износи 10,0 km². У самом мјесту је, према процјени из 2010. године, живјело 1.870 становника. Просјечна густина становништва износи 187 становника/km².